# 航空管制隊
航空管制隊（こうくかんせいたい、英称：Air Control Service Group）とは、海上自衛隊の航空管制部隊等を統括する航空集団直轄の部隊であり、海上自衛隊の航空管制官に対する教育訓練、ヘリコプターを搭載する護衛艦又は洋上を飛行する自衛隊機に対する飛行支援及び航空管制に関する調査研究を担当する。部隊は神奈川県綾瀬市にある厚木航空基地に配備されており、航空管制隊司令は1等海佐（二）である。

## 概要
航空管制隊にある洋上管制隊がHF通信における主用な業務をになっている。海上自衛隊と航空自衛隊の航空機が、航空自衛隊のレーダーサイトの捕捉範囲外となる洋上を飛行する際に、位置通報の受領と気象情報の送信を行なっている。
業務範囲は自衛隊内のみであり、民間機に対してのサービスは一切行なわれていない。また、民間機用HF無線機にある呼び出し装置（セルコール）も用いられていない。主に女性自衛官が音声通信を担当しており、HF無線機の通信にもかかわらず、聞き取り易い。モールス信号による通信訓練も行なわれているが、暗号通信は行なわないため一般のHF受信機で傍受できる。コールサインは「アツギオーシャニック」、使用周波帯は主に6MHz帯(6.727MHz)で、SSB方式となっている。運用範囲は、東限がハワイ周辺海域、南限が赤道付近と言われるが、電波伝播により常に変動する。
航空管制隊の編制に関する訓令（昭和48年10月12日海上自衛隊訓令第52号）により任務は以下の通りとなっている。
- 海上自衛隊の使用する航空機に対する航空情報の通報並びに飛行計画の申請及び承認に関する連絡（以下「飛行支援」という。）に関すること。
- 航空機の運航管制に関する教育及び指導に関すること。
- 航空交通の安全に関する調査、研究及び改善に関すること。

## 沿革
- 1973年（昭和48年）10月16日：航空集団直轄部隊として厚木航空基地に「航空管制隊」が新編。

## 部隊編成
- 航空管制隊本部
- 洋上管制隊
- 教育訓練隊
- 企画審査隊

## 主要幹部
| 官職名         | 階級    | 氏名       | 補職発令日     | 前職                    |
| -------------- | ------- | ---------- | -------------- | ----------------------- |
| 航空管制隊司令 | 1等海佐 | 小俣泰二郎 | 2025年01月10日 | 第1航空群司令部首席幕僚 |

| 代 | 氏名       | 在職期間               | 出身校・期            | 前職                                                      | 後職                                                                      | 備考                                |
| -- | ---------- | ---------------------- | --------------------- | --------------------------------------------------------- | ------------------------------------------------------------------------- | ----------------------------------- |
| 01 | 樋口辨正   | 1973.10.16 - 1975.5.31 | 大正大・ 予飛14期     | 海上幕僚監部防衛部運用課                                  | 航空集団司令部付 →1975.7.1 退職                                           |                                     |
| 02 | 中島正次   | 1975.6.1 - 1977.12.15  | 海兵74期              | 大湊航空隊副長 兼 本部幕僚室長 →1975.5.1 航空集団司令部付 | 海上自衛隊東京業務隊付 →1978.3.1 停年退官                                 |                                     |
| 03 | 宮原雄一   | 1977.12.16 - 1979.3.15 | 鹿児島大・ 6期幹候    | 大村航空隊副長                                            | 小月航空基地隊司令                                                        | 就任時2等海佐 1978.1.1、1等海佐昇任 |
| 04 | 蜂須賀智昭 | 1979.3.16 - 1981.12.15 | 明学大・ 6期幹候      | 下総航空基地隊副長                                        | 航空集団司令部付 →1982.3.16 防衛研修所所員                                | 2等海佐                             |
| 05 | 篠崎一司   | 1981.12.16 - 1987.7.31 | 同志社大・ 9期幹候    | 航空集団司令部幕僚                                        | 海上自衛隊東京業務隊付 →1987.11.30 定年退官                               | 就任時2等海佐 1984.1.1、1等海佐昇任 |
| 06 | 高橋英次   | 1987.8.1 - 1990.7.31   | 茨城大・ 11期幹候     | 航空集団司令部幕僚                                        | 徳島航空基地隊司令                                                        |                                     |
| 07 | 上田 仁    | 1990.8.1 - 1992.12.14  | 立命大・ 14期幹候     | 岩国航空基地隊副長                                        | 徳島航空基地隊司令                                                        |                                     |
| 08 | 松本 弘    | 1992.12.15 - 1996.3.24 | 防大8期               | 下総教育航空群司令部幕僚                                  | 徳島航空基地隊司令                                                        |                                     |
| 09 | 佐藤正孝   | 1996.3.25 - 1997.7.31  | 防大11期              | 統合幕僚学校学校教官                                      | 硫黄島航空基地隊司令                                                      |                                     |
| 10 | 久保秀人   | 1997.8.1 - 1999.12.9   | 防大17期              | 自衛隊徳島地方連絡部長                                    | 舞鶴地方総監部管理部長                                                    |                                     |
| 11 | 部當千明   | 1999.12.10 - 2001.7.31 | 防大16期              | 防衛研究所所員                                            | 海上自衛隊幹部学校勤務                                                    |                                     |
| 12 | 木村 啓    | 2001.8.1 - 2004.12.19  | 同志社大・ 24期幹候   | 第31航空群司令部首席幕僚                                  | 小月教育航空群司令                                                        |                                     |
| 13 | 大崎昭雄   | 2004.12.20 - 2006.9.19 | 防大19期              | 海上自衛隊幹部学校                                        | 退職                                                                      |                                     |
| 14 | 力丸義史   | 2006.9.20 - 2008.8.24  | 防大21期              | 第31航空群司令部首席幕僚                                  | 大湊地方総監部管理部長                                                    |                                     |
| 15 | 山作房彦   | 2008.8.25 - 2010.2.18  | 防大23期              | 第4航空群司令部首席幕僚                                   | 海上幕僚監部防衛部防衛課 兼 統合幕僚監部運用部運用第2課 兼 自衛艦隊司令部 |                                     |
| 16 | 鵜野弘明   | 2010.2.19 - 2011.12.8  | 防大23期              | 防衛研究所主任研究官                                      | 航空集団司令部                                                            |                                     |
| 17 | 中島 誠    | 2011.12.9 - 2013.3.31  | 防大26期              | 大湊地方総監部管理部長                                    | 防衛研究所主任研究官                                                      |                                     |
| 18 | 灘部廣武   | 2013.4.1 - 2015.8.6    | 防大28期              | 第5航空群司令部首席幕僚                                   | 退職（海将補昇任）                                                        |                                     |
| 19 | 上野清昭   | 2015.8.7 - 2015.11.30  | 防大28期              | 防衛大学校教授                                            | 航空集団司令部                                                            |                                     |
| 20 | 竹山好文   | 2015.12.1 - 2017.7.31  | 防大28期              | 第31航空群司令部首席幕僚                                  | 鹿屋航空基地隊付 →2017.9.14 退職                                          |                                     |
| 21 | 岩松恒徳   | 2017.8.1 - 2020.4.25   | 防大33期              | 徳島航空基地隊司令                                        | 下総航空基地隊司令                                                        |                                     |
| 22 | 富田一成   | 2020.4.26 - 2022.3.29  | 航学37期・ 43期飛幹候 | 航空集団司令部勤務                                        | 小月教育航空群司令                                                        |                                     |
| 23 | 櫻井 猛    | 2022.3.30 - 2023.12.21 | 防大36期              | 航空集団司令部勤務                                        | 呉地方総監部管理部長                                                      |                                     |
| 24 | 比企 正    | 2023.12.22 - 2025.1.9  |                       | 大村航空基地隊司令                                        | 航空集団司令部勤務                                                        |                                     |
| 25 | 小俣泰二郎 | 2025.1.10 -            |                       | 第1航空群司令部首席幕僚                                   |                                                                           |                                     |